# Helianthemum supramontanum
Helianthemum supramontanum är en solvändeväxtart som beskrevs av P.V. Arrigoni. Helianthemum supramontanum ingår i släktet solvändor, och familjen solvändeväxter. Inga underarter finns listade i Catalogue of Life.